# Helictopleurus politicollis
Helictopleurus politicollis är en skalbaggsart som beskrevs av Leon Fairmaire 1902. Helictopleurus politicollis ingår i släktet Helictopleurus och familjen bladhorningar. Inga underarter finns listade i Catalogue of Life.